# Gotthard Heinrici
Gotthard Heinrici (Gumbinnen (hoy Gúsev), 25 de diciembre de 1886 - Waiblingen, 13 de diciembre de 1971) fue un general alemán de la Wehrmacht durante la Segunda Guerra Mundial, que tuvo destacada participación en varios combates en los distintos frentes de batalla.

## Vida personal
Se conocen pocos detalles sobre la vida personal de Heinrici: era descendiente de una vieja familia de terratenientes de Prusia Oriental. También era primo de Gerd von Rundstedt y estaba casado con Gertrude Heinrici, que era de origen medio judío, aunque su familia recibió un certificado de sangre germánica del propio Adolf Hitler, lo que puso a su esposa a cubierto de cualquier molestia por este hecho.
Los Heinrici tuvieron dos hijos: una chica y un chico. Hijo de un ministro protestante, Heinrici era una persona religiosa, que acudía a la iglesia con regularidad. Sus creencias religiosas y su vínculo con la antigua aristocracia terrateniente prusiana le hicieron impopular entre la jerarquía nazi y estaba mal visto por Hermann Göring y Hitler, muy probablemente por su firme negativa a hacerse miembro del Partido Nacionalsocialista Alemán de los Trabajadores (NSDAP), el Partido Nazi.

## Carrera militar
La familia de Heinrici contaba con militares en sus filas ya desde el siglo XII, y Gotthard mantuvo la tradición familiar al incorporarse al 95.º Regimiento de Infantería del Reichsheer el 8 de marzo de 1905, a la edad de 19 años. Participó en los combates en los frentes oriental y occidental durante la Primera Guerra Mundial, donde obtuvo numerosas condecoraciones, incluyendo la Verwundetenabzeichen in Schwarz por haber sido herido en combate, y la segunda y primera clases de la Cruz de Hierro en 1914 y 1915, respectivamente. Durante la Gran Guerra, Heinrici tomó parte, entre otras, en la batalla de Tannenberg en 1914. Al acabar la lucha, continuó sirviendo en el Reichswehr y luego en la Wehrmacht, el 1 de marzo de 1933 ascendió al grado de Coronel y el 1 de marzo de 1938 a Mayor General.

### La Segunda Guerra Mundial
Heinrici sirvió durante toda la Segunda Guerra Mundial en ambos frentes, occidental y oriental. Se ganó la reputación de ser uno de los mejores tácticos defensivos de la Wehrmacht siendo admirado por su tenacidad para detener ataques enemigos con pocos recursos. Por este motivo, sus oficiales y soldados le apodaban Unser Giftzwerg («nuestro pequeño rabioso o nuestro enano venenoso»).
A principios de la Segunda Guerra Mundial, estaba al mando de la 16.ª División de Infantería. El 1 de febrero de 1940 asumió el mando del VII Cuerpo de Ejército. El 20 de abril de 1940 fue ascendido a General der Infanterie.
Durante la blitzkrieg en Francia, Heinrici mandaba el XII Cuerpo de Ejército (desde el 9 de abril de 1940), y logró atravesar la Línea Maginot el 14 de junio de 1940. Durante la Operación Barbarroja en 1941, Heinrici sirve en el 2.º Ejército Panzer a las órdenes de Heinz Guderian, quien le apreciaba por su profesionalidad, y es ascendido a General en Jefe del XXXIII Cuerpo de Ejército (desde el 17 de junio de 1940). Recibió la   Cruz de Caballero de la Cruz de Hierro el 18 de septiembre de 1941. 
Realizó un difícil avance entre octubre y diciembre de 1941 con sus tropas (4.ª División Panzer) en dirección de Kozelsk-Oriol-Kaluga-Tula para posicionarse al suroeste de Moscú luchando con muy poca logística contra la difícil y vasta geografía, combates cuerpo a cuerpo, partisanos, grupos de soldados rezagados, batallones de tropas siberianas y las extremas inclemencias del tiempo.
El 20 de enero de 1942, Heinrici obtuvo el mando del 4.º Ejército, enfrentado directamente en un contraataque hacia Moscú durante las "Batallas de Rzhev" con las cuales el Ejército Rojo buscaba reducir la presión germana sobre Moscú. Se sostuvo durante 10 semanas, aunque sus tropas eran ampliamente superadas en número (a veces 12 contra 1). Allí desarrolló una de sus más célebres estrategias: cuando conocía la inminencia de un ataque soviético, retiraba sus tropas de la línea de frente hasta que terminaba la barrera de artillería soviética, para posteriormente volver a desplegarlas, indemnes, para sorprender a la infantería enemiga cuando avanzara. Esta estrategia la usaría varias veces en el futuro, salvando la vida de miles de soldados atrincherados durante la Batalla de Berlín.
El 1 de enero de 1943 es nombrado Coronel General.

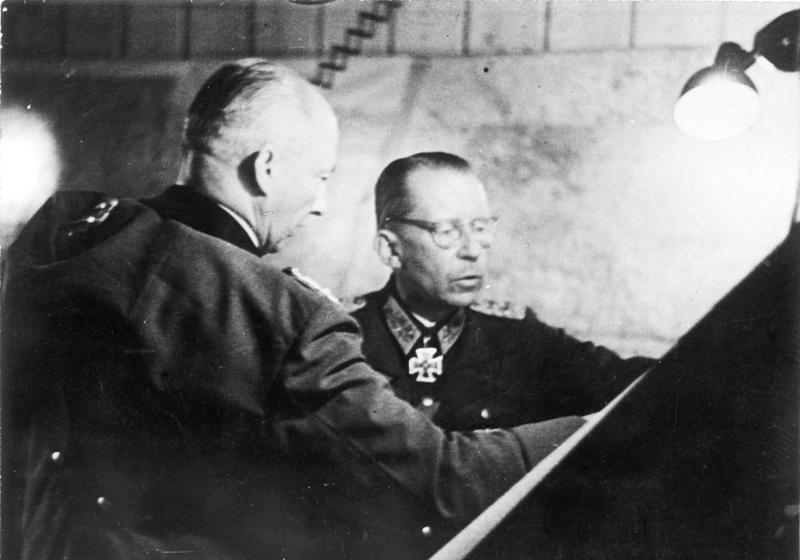
El general Gotthard Heinrici (derecha) con el mariscal Hans Günther von Kluge (de espaldas) en 1943.

Heinrici fue víctima de los gases durante la Primera Guerra Mundial, con lo que hacia fines de 1943 Hermann Göring le ingresa en una casa de reposo en Karlovy Vary a causa de su «mala salud». Es de hecho, un castigo por haberse opuesto a incendiar la ciudad rusa de Smolensko según la política nazi de «tierra quemada» durante las ofensivas soviéticas tras la Batalla de Kursk.
En el verano de 1944, después de ocho meses de retiro forzoso, Heinrici fue enviado a Hungría y puesto al mando del 1.º Ejército Panzer; así como del 1.º Ejército Húngaro que estaba adscrito a él. Pudo mantener relativamente intacto al 1.er Ejército Panzer mientras se retiraba a Eslovaquia. Más tarde, en 1944, durante la Batalla del paso de Dukla, el 1.er Ejército Panzer impidió que las fuerzas soviéticas se unieran a las fuerzas rebeldes eslovacas del Levantamiento Nacional Eslovaco concurrente. Heinrici recibió las Espadas de las Hojas de Roble de su Cruz de Caballero el 3 de marzo de 1945.
En las últimas semanas de la guerra, Heinrici se opuso a la política de «tierra quemada» de Hitler, plasmada en la Orden Nerón según la cual toda instalación de infraestructura civil debía ser destruida para evitar que cayese en manos del enemigo. Apoyó al ministro de Armamento Albert Speer para salvaguardar las grandes ciudades como Berlín o Hamburgo de la destrucción total. Cuando fue nombrado responsable de la defensa de Berlín, su primera orden fue que «nada sea voluntariamente destruido».
El 20 de marzo de 1945, a petición desesperada del mismo Heinz Guderian ante Hitler, se le otorga el mando del Grupo de Ejércitos del Vístula, encargado de la defensa de Berlín ante la ofensiva del Ejército Rojo en reemplazo del Reichsführer de las SS Heinrich Himmler, a quien Hitler prefiere lejos del frente. La situación que recibe de parte de su antecesor es desesperada e irreversible ante el embate de las fuerzas soviéticas en Prusia, pero reuniendo a los restos del Grupo de Ejércitos del Vístula logra contener por un corto tiempo la ofensiva soviética en la Batalla del Oder-Neisse, retirando sus fuerzas al juzgar inviable continuar resistiendo casi sin aviación ni artillería, y en desventaja de 3 a 1. La retirada de Heinrici genera la furia de Hitler, más aún porque el Primer Frente Ucraniano del Ejército Rojo ni siquiera se molesta en destruir los frágiles restos del Grupo de Ejércitos Vístula y se limita a cercarlos. Heinrici reúne nuevas fuerzas y detiene a los soviéticos en las colinas de Seelow, en la que tenía al frente a los ejércitos de Zhukov, frenando su avance a Berlín, lo que obligó a Stalin a ordenar al mariscal Konev alcanzar lo antes posible los arrabales de la capital alemana por el sur.
Opuesto a congregar más tropas desde el oeste para una desesperada batalla por Berlín, Heinrici ordena un repliegue al norte de la capital alemana. Al conocerse ello, es relevado por Hitler el 28 de abril de 1945 siendo destituido por el mariscal Wilhelm Keitel tras una feroz discusión en las cercanías de Neubrandenburg, aunque sin ser sancionado. Presionado por Keitel para fusilar a los "cobardes y desertores", Heinrici burlonamente retó a Keitel a fusilar a los soldados heridos y enfermos que formaban la mayor parte de sus tropas y continuó marchando hacia el norte de Berlín. Su actuación en estos acontecimientos quedó magistralmente descrita en la crónica histórico-periodística La última batalla (1966) del estadounidense Cornelius Ryan.

## La posguerra
Heinrici fue hecho prisionero por las tropas inglesas el 28 de mayo de 1945 en Flensburgo y encerrado en el campo de prisioneros de Island Farm, Gales, donde permaneció, a excepción de tres semanas que pasó en un campo en Estados Unidos en octubre de 1947, hasta su liberación, que se produjo el 19 de mayo de 1948.
Tras la guerra, sus escritos y las páginas de su diario privado fueron reunidos en un libro, titulado La moral y conducta aquí son como aquéllas de la Guerra de los Treinta Años.
Gotthard Heinrici falleció el 13 de diciembre de 1971 en la localidad alemana de Waiblingen.

## Carrera militar

### Condecoraciones
- Caballero de la Cruz de Hierro: 18 de septiembre de 1941, general de infantería, comandante del XXXXIII Cuerpo de Ejército en el frente del Este.
- Hojas de roble (n.º 333): 24 de noviembre de 1943, coronel general, comandante en jefe del IV Ejército en el frente del Este.
- Espadas (n.º 136): 3 de marzo de 1945, coronel general, comandante en jefe del I Ejército Panzer en el Frente Oriental.
- Cruz de Caballero con Espadas de la Orden de la casa real de Hohenzollern  : 9 de agosto de 1918.
- Cruz de Hierro de 1.ª clase (1914): 24 de julio de 1915.
- Cruz de Hierro de 2.ª clase (1914): 27 de septiembre de 1914.
- Barra de 1939 para la Cruz de Hierro prusiana (1914): 16 de mayo de 1940.
- Barra de 1939 para la Cruz de Hierro prusiana de 2.ª clase (1914): 13 de mayo de 1940.
- Cruz de Guerra de Carlos Eduardo de Sajonia-Coburgo-Gotha.
- Medalla de Carlos Eduardo de Sajonia Coburgo-Gotha de 2.ª clase con Espadas.
- Caballero de 2.ª clase con Espadas de la Orden de la Vigilancia de la casa de Sajonia-Weimar-Eisenach, u Orden del Halcón Blanco.
- Caballero de 2.ª clase con Espadas de la Orden de la Casa Ducal Ernestina de Sajonia.
- Cruz de Honor de Reuss, 3.ª clase con Espadas.
- Cruz de Honor de Schwarzburgo, 3.ª clase con Espadas.
- Cruz Hanseática de Hamburgo.
- Cruz de Honor para los combatientes de 1914-1918.
- Medalla al servicio de larga duración en las fuerzas armadas, 1.ª clase (Cruz a los 25 años de servicio).
- Medalla al servicio de larga duración en las fuerzas armadas, 2.ª clase (Medalla a los 12 años de servicio).
- Cruz al Mérito Militar austríaco, 3.ª clase con condecoraciones de guerra.
- Medalla por la campaña de invierno en Rusia, 1941/1942.

### Ascensos
- Fahnenjunker-Unteroffizier (19 de julio de 1905)
- Fähnrich (19 de diciembre de 1905)
- Leutnant (18 de agosto de 1906)
- Oberleutnant (17 de febrero de 1914)
- Hauptmann (18 de junio de 1915)
- Major (1 de febrero de 1926)
- Oberstleutnant (1 de agosto de 1930)
- Oberst (1 de marzo de 1933)
- Generalmajor (1 de enero de 1936)
- Generalleutnant (1 de marzo de 1938)
- General der Infanterie (1 de junio de 1940)
- Generaloberst (30 de enero de 1943)